# Расселл, Аарон
Аарон Джозеф Расселл (англ. Aaron Joseph Russell; родился 4 июня 1993) ― американский волейболист, выступающий за сборную США и клуб «Заверце». Рассел стал бронзовым призёром Олимпийских игр 2016 года.

## Карьера
Аарон завершил свой выпускной курс в университете штата Пенсильвания со счётом в 4,68 глушений за матч в среднем, заняв тем самым второе место по университету. Кроме того, у него было всего 1519 глушений и 197 эйсов, что даёт ему, соответственно, четвёртое и второе место по результативности в истории университета. С 2012 по 2015 год четыре раза выводил команду в полуфинал лиги NCAA.
С осени 2015 года он играл за итальянский клуб Перуджа.

## Личная жизнь
Родился в семье Стюарта и Мариан Расселл. Помимо него в семье есть четыре ребёнка: Петр, Сэмюэль, Тим и Пол.

## Спортивные достижения

### Сборная
- 2015  Мировая лига
- 2015  Мировая лига
- 2016  Олимпийские игры